# Lena Amende
Lena Amende (* 15. April 1982 in Dinslaken) ist eine deutsche Schauspielerin.

## Biografie

### Ausbildung
Ihre Schauspielausbildung begann Lena Amende 2003 bei der Filmacting School Cologne. Von 2006 bis 2007 besuchte sie ein Schauspiel-Workout an der Internationalen Filmschule Köln. Im Jahr 2008 nahm sie an einem Schauspiel-Workshop teil, der nach dem von Lee Strasberg eingeführten Prinzip Method Acting lehrte. Neben der Schauspielerei studierte sie von 2009 bis 2015 Psychologie u. a. an der International Psychoanalytic University Berlin.
Derzeit lebt Lena Amende in Berlin und absolviert die Ausbildung zur tiefenpsychologisch-fundierten und analytischen Psychotherapeutin.

### Berufliche Entwicklung
Ihre erste Nebenrolle hatte sie 2004 im Kinofilm 7 Zwerge – Männer allein im Wald als Rapunzel. Weitere Nebenrollen folgten in der deutschen Adaption FC Venus – Angriff ist die beste Verteidigung und in Keinohrhasen. In Lamento verkörperte sie die verschwundene Eva Reitz. 2015 hatte sie eine Nebenrolle als Chefsekretärin in dem Spielfilm Die Lügen der Sieger.
Lena Amende spielt überwiegend Gastrollen in einzelnen Episoden von Fernsehserien. Ihre ersten Rollen hatte sie 2006 in Lotta in Love, Das Beste aus meinem Leben und der Lindenstraße. Ebenso übernahm sie einmalige Gastrolle in langjährigen Serien wie Ein Fall für zwei, Alarm für Cobra 11 – Die Autobahnpolizei, Großstadtrevier, Der Landarzt und Verbotene Liebe. 2011 mimte sie in den Episoden 1428 bis 1430 in der Telenovela Sturm der Liebe die Rolle der Isabelle Beerbaum. In der letzten Staffel von Forsthaus Falkenau stellt sie in zwei Folgen die Rolle der Sylvia Martin dar.
Zudem verkörpert sie Nebenrollen in mehreren Fernsehfilmen. Mit Franziska, die Liebe und andere Gespenster und Liebe und andere Gefahren spielte sie in zwei Filmen der ZDF-Fernsehreihe um die von Katja Flint dargestellte Franziska Luginsland mit. In dem Sat.1-Film Der Prinz von nebenan mimte sie 2008 neben Wolke Hegenbarth deren verführerische Schwester Chantal. 2011 sollte Strandhotel Binz als Pilotfilm für eine neue Serie für Sat.1 fungieren. Zuletzt trat sie 2016 in der ZDF-Komödie Handwerker und andere Katastrophen in Erscheinung.
Neben Schultheaterstücken spielte sie 2009 in Diese EINE ist wie KEINE… am Theater Schöne Zeit in Köln und 2015 in Amalie X am Theaterhaus Berlin-Mitte mit. Außerdem drehte sie vereinzelte Werbespots.

## Filmografie (Auswahl)

### Kino
- 2004: 7 Zwerge – Männer allein im Wald
- 2006: FC Venus – Angriff ist die beste Verteidigung
- 2007: Lamento
- 2007: Keinohrhasen
- 2012: Caterpillar (Kurzfilm der Internationalen Filmschule Köln)
- 2015: Die Lügen der Sieger

### Fernsehen
- 2006: Das Beste aus meinem Leben (Fernsehserie, Folge Männer ab 37)
- 2006: Ninas Welt (Webserie)
- 2006, 2007: Lindenstraße (Fernsehserie, Folgen Frohe Weihnachten und Traumtänzer)
- 2006: Hausmeister Krause – Ordnung muss sein (Fernsehserie, Folge Tommi wird Vater)
- 2007: Franziska, die Liebe und andere Gespenster (Fernsehfilmreihe)
- 2007: Ein Fall für zwei (Fernsehserie, Folge Wo Freundschaft endet)
- 2007: Liebe nach Rezept (Fernsehfilm)
- 2008: Der Prinz von nebenan (Fernsehfilm)
- 2009: Liebe und andere Gefahren (Fernsehfilmreihe)
- 2009: Der kleine Mann (Fernsehserie, Folge Das Promiluder)
- 2009: Tierisch verliebt (Fernsehfilm)
- 2009: Alarm für Cobra 11 – Die Autobahnpolizei (Fernsehserie, Folge Alte Freunde)
- 2010: Zimmer mit Tante (Fernsehfilm)
- 2011: Großstadtrevier (Fernsehserie, Folge Die Freibeuterin)
- 2011: Strandhotel Binz (Pilotfilm)
- 2011: Sturm der Liebe (Fernsehserie, 3 Folgen)
- 2011: Danni Lowinski (Fernsehserie, Folge Träume)
- 2012: MEK 8 (Fernsehserie, Folge Erotik Club)
- 2012: ProSiebens „1001 Nacht“ (Fernsehreihe, Folge Die Karawane der verfluchten Jungfrauen)
- 2012: Mord mit Aussicht (Fernsehserie, Folge Scharfe Bräute, ganze Kerle)
- 2012: Der Klügere zieht aus (Fernsehfilm)
- 2012: Hubert und Staller (Fernsehserie, Folge Reif für die Anstalt)
- 2012: Zu schön um wahr zu sein (Fernsehfilm)
- 2013: Der Landarzt (Fernsehserie, Folge Rückgrat zeigen)
- 2013: Forsthaus Falkenau (Fernsehserie, Folgen Im Sumpf und Blondes Gift)
- 2013: Verbotene Liebe (Fernsehserie, eine Folge)
- 2015: Der Staatsanwalt (Fernsehserie, Folge Bunga Bunga)
- 2015: Heldt (Fernsehserie, Folge Summ mir das Lied vom Tod)
- 2015–2016: Matterns Revier (Fernsehserie, Folgen Las Vegas und Risiko und Nebenwirkung)
- 2016: Handwerker und andere Katastrophen (Fernsehfilm)
- 2019: Camping mit Herz (Fernsehfilm)
- 2020: SOKO Stuttgart (Fernsehserie, Folge Ein bisschen Zärtlichkeit)

## Theater
- 2009: Diese EINE ist wie KEINE… eine Komödie frei nach dem Film Verrückt nach Mary, Regie: Anna Meffert, Theater Schöne Zeit in Köln[3]
- 2015: Amalie X, Regie: Inda Buschmann, Theaterhaus Berlin-Mitte[4]